# Diamantamadine
Die Diamantamadine (Stagonopleura guttata) oder Diamantfink ist eine Art aus der Familie der Prachtfinken. Er gehört zur Fauna Australiens und ist dort im Süden sowie im Südosten beheimatet. Es werden keine Unterarten für diese Art unterschieden.
Laut IUCN gibt es etwa 200.000 Diamantamadinen, der Bestand geht aufgrund des Verlustes von Lebensraum und der Konkurrenz durch eingeschleppte Tierarten zurück. Daher wird die Art als „potenziell gefährdet“ eingestuft.

## Merkmale
Diamantamadinen werden 11,5 bis 12 Zentimeter lang. Sie haben einen leuchtend roten Schnabel und schwarze Augenzügel. Die dunkle Augeniris ist von einem orangefarbenen Augenring umgeben. Der Nacken ist grau befiedert, die Kehle dagegen weiß. Über die Brust läuft ein schwarzes Band. Auf den Flügeln befinden sich weiße Punkte, was sich im lateinischen Artnamen guttata widerspiegelt. Männchen und Weibchen sind gleich gefärbt, das Weibchen ist lediglich etwas kleiner.

## Verbreitung und Lebensraum
Die Diamantamadine kommt im östlichen Australien vor. Sein Verbreitungsgebiet reicht vom südlichen Queensland über den Osten von New South Wales und Victoria bis nach Südaustralien. Sie kommen auch in der Flinderskette und der Eyre-Halbinsel vor. Auch die Känguru-Insel wird von ihnen besiedelt. Ihr Verbreitungsschwerpunkt ist die Innenseite der Great Dividing Range. Die Diamantamadine ist ein Standvogel, der keine weiträumigen Wanderungen unternimmt. Ein kleinräumiger Habitatwechsel findet jedoch durchaus statt.
Der Lebensraum der Diamantamadine sind lichte Eukalyptuswälder mit einem dichten Bodenbewuchs. Er hält sich in der Regel in der Nähe von Wasserläufen auf, kann jedoch im ostaustralischen Gebirge auch weit davon entfernt angetroffen werden. Sie ist außerdem ein Kulturfolger, der sehr häufig in Parks und Gärten vorkommt.

## Fortpflanzung
Die Hauptbrutzeit der Diamantamadine ist das südliche Frühjahr, das von August bis Januar währt. Mit Ausnahme der kältesten Monate Juni und Juli hat man Nester dieser Art jedoch schon in allen Monaten gefunden. Wie viele andere Prachtfinkenarten zeigt auch die Diamantamadine eine Halmbalz. Dabei hält das Männchen einen sehr langen Grashalm im Schnabel und tanzt damit vor dem Weibchen. Die Tanzbewegungen entstehen, indem das Männchen die Fersengelenke ruckartig streckt und sie langsam wieder beugt. Das Kleingefieder ist dabei stark gesträubt.
Diamantamadinen sind Freibrüter. Der Niststandort ist sehr variabel. Nester hat man schon in einer Höhe von 1,60 über dem Erdboden als auch in Höhen von 30 Metern gefunden. Niststandorte in einer Höhe von zwei bis drei Metern und in Höhen über 20 Meter sind dabei am häufigsten. Für den Nestbau verwenden sie Gräser, Pflanzenwolle, Federn und Pflanzenfasern. Der Nestbautrieb ist sehr stark entwickelt; Männchen bauen gelegentlich auch nach der Fertigstellung des Nestes, wenn das Weibchen bereits brütet, weiter am Nest. Das Gelege besteht meist aus fünf Eiern. Die Brutdauer beträgt 14 Tage. Die Nestlingszeit beträgt 21 bis 25 Tage. Beim Ausfliegen sind die Jungvögel bereits sehr weit entwickelt und können von Beginn an gut fliegen. Sie nehmen auch sehr bald selbständig Nahrung auf.

## Haltung als Ziervogel
Diamantamadinen werden in Europa schon sehr lange als Ziervogel gehalten. Bereits der französische Ornithologe Vieillot hielt Diamantamadinen und ist der Erste, der über ihre Haltung berichtete. Die ersten Importe nach Deutschland fand nach 1870 durch Christiane Hagenbeck statt. Auch die australische Ausfuhrsperre nach dem Zweiten Weltkrieg beeinflusste ihre Bedeutung als Ziervogel nicht. Zwischen 1984 und 1987 wurden in Deutschland jährlich zwischen 1.000 und 1.500 Jungvögel nachgezogen. Zwischen 1995 und 1998 allerdings schwankten die Nachzuchtzahlen zwischen 362 und 862 Jungvögeln.
Diamantamadinen benötigen eine Innenvoliere oder Gartenvoliere mit einem Schutzraum, der mindestens eine Raumtemperatur von 10 Grad Celsius aufweist. Die Männchen reagieren aggressiv auf Rottöne und greifen andere Vögel an, die eine solche Körperfarbe aufweisen. Diamantamadinen werden deshalb am besten als Paar gehalten.

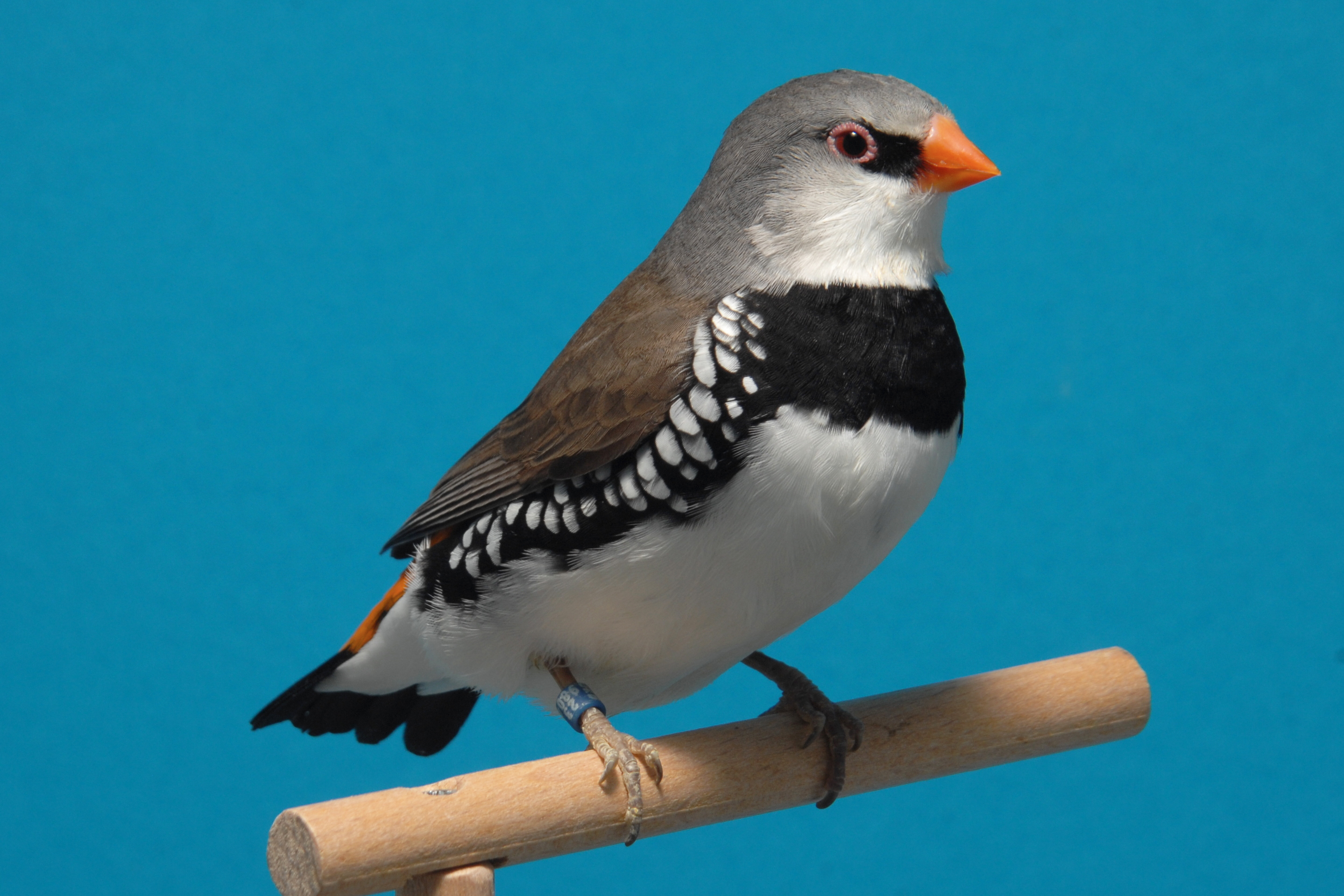
Sogenannte domestizierte Gelbbürzelige – Farbmutation auf einer Ausstellung des Deutschen Kanarien- und Vogelzüchter-Bundes
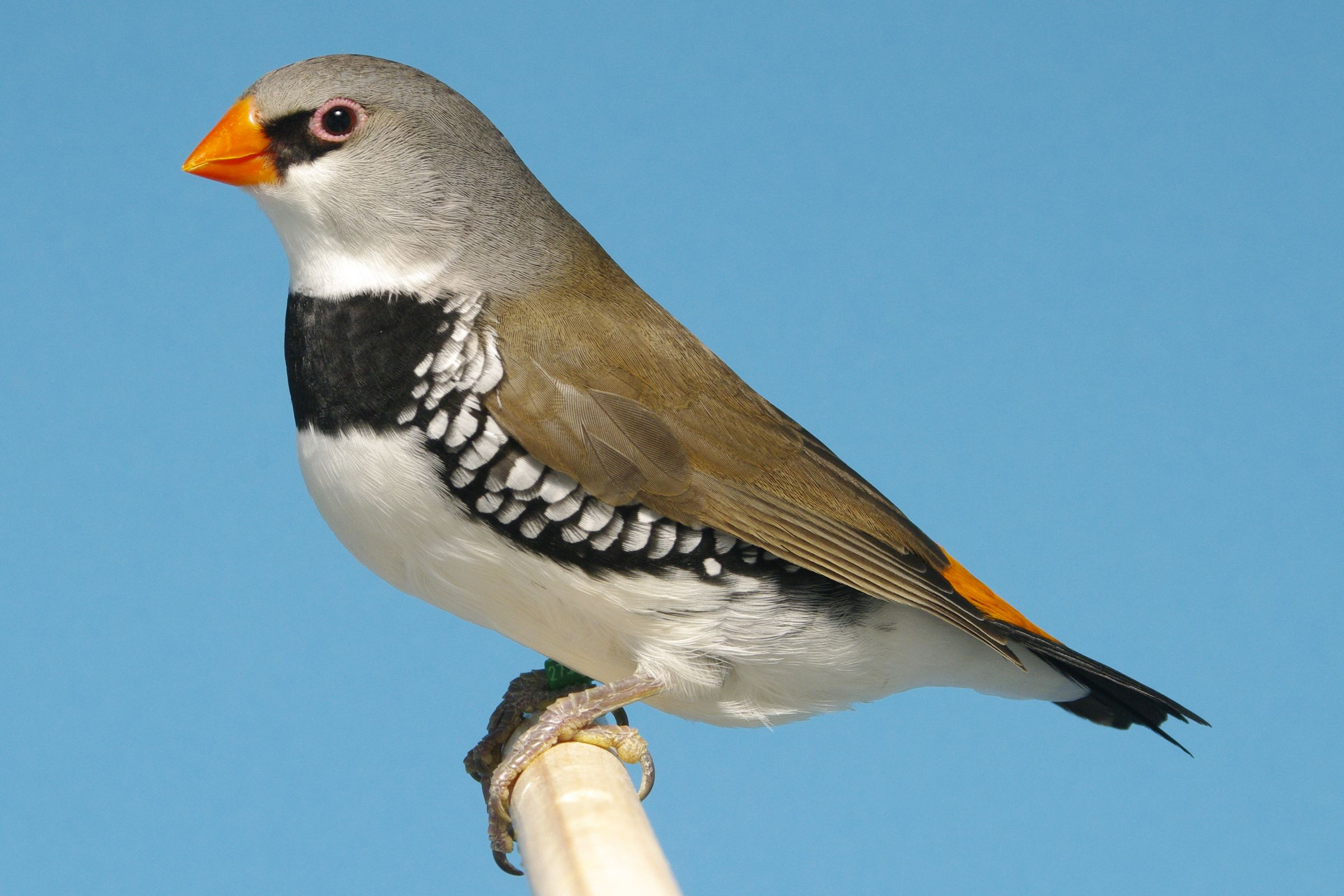
Sogenannte domestizierte Gelbschnäbelige Gelbbürzelige – Farbmutation

## Belege

### Einzelbelege
1. ↑  Nicolai u. a.: Prachtfinken. 2001, S. 35.
2. ↑  BirdLife Factsheet, aufgerufen am 21. Juni 2010.
3. ↑  Nicolai u. a.: Prachtfinken. 2001, S. 36.
4. ↑  Nicolai u. a.: Prachtfinken. 2001, S. 38.
5. ↑  Nicolai u. a.: Prachtfinken. 2001, S. 39.
6. ↑  Nicolai u. a.: Prachtfinken. 2001, S. 39.